# Université de Tampere (1925–2018)
L'Université de Tampere (en finnois : Tampereen yliopisto ou UTA) était une université publique et pluridisciplinaire située dans le quartier de Tulli à Tampere en Finlande. 
En 2015, elle comptait environ 15 000 étudiants pour 2 100 employés. 

## Historique
L'Université est fondée en 1925 à Helsinki et elle devient en 1930 l’École des sciences sociales.
Dans les années 1960, la Finlande connait une forte urbanisation, le gouvernement finlandais promeut une politique de décentralisation académique pour éviter une affluence excessive d'étudiants à Helsinki, un phénomène également problématique pour d'autres capitales européennes. 
Dans cette optique, en 1966, l'Université est délocalisée à Tampere et prend le nom de Tampereen yliopisto / Université de Tampere.
Cette délocalisation dans les nouveaux locaux confèrait à l'université une image moderne au style épuré et fonctionnel. Les enseignements proposés vont de la Licence au Doctorat et couvrent tous les domaines académiques.
En 2019, l'université fusionne avec l'université technologique de Tampere, pour former la nouvelle université de Tampere.

## Accueil
L'établissement se présente comme multiculturel, cette situation est due au fait qu'on y retrouve un nombre important d'étudiants étrangers, principalement d'Europe et de Russie, qui viennent suivre les cours dispensés en finnois et/ou en anglais. 
Le programme d'échange européen Erasmus, auquel s'ajoute la qualité de l'accueil et le niveau académique élevé, expliquent son attraction constante auprès des autres pays nordiques et des États baltes. 
Depuis la fin de l'Union soviétique, l'établissement bénéficie d'une localisation avantageuse, à proximité de Saint-Pétersbourg en Russie, de Tallinn en Estonie et de Stockholm en Suède.
L'inscription académique, comme dans de nombreux pays nordiques, y est gratuite. 
Les financements pour le fonctionnement viennent en grande partie du gouvernement finlandais et des entreprises qui souhaitent investir dans la recherche.

## Organisation
L'université est divisée en neuf facultés
| facultés                                                      |
| ------------------------------------------------------------- |
| Technologies biomédicales                                     |
| faculté des sciences de l'information (fi)                    |
| École de management de Tampere (fi)                           |
| Faculté des sciences de l’éducation (fi)                      |
| Faculté de langue, de traduction et d'études littéraires (fi) |
| Faculté de médecine de Tampere (fi)                           |
| École des sciences de la santé                                |
| Faculté de communication, des médias et du théâtre (fi)       |
| Faculté des sciences sociales et culturelles                  |

L'université est composée de plusieurs bâtiments neufs, dont la bibliothèque, située en plein centre-ville. Les locaux récemment construits sont très modernes et présentent toutes les normes pour les étudiants handicapés (tel que des portes électriques). L'université propose de nombreux services favorisant le confort des étudiants, des restaurants dans chaque bâtiment et des salles d'ordinateurs accessibles à tous. À l'image de nombreux pays nordiques, les étudiants étrangers peuvent bénéficier de salles spéciales pour travailler et de logements à des tarifs préférentiels.

## Galerie

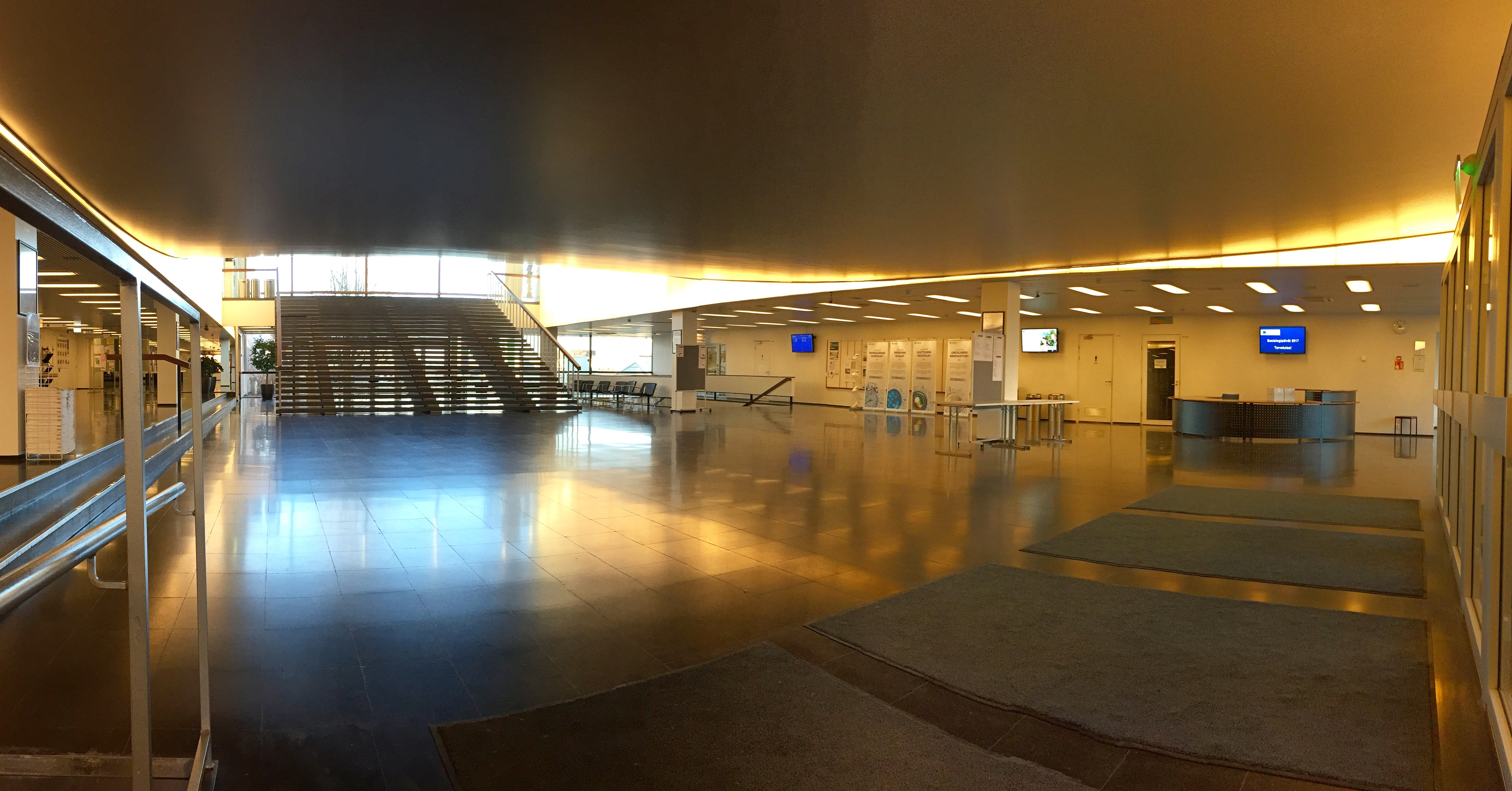
Bâtiment principal.
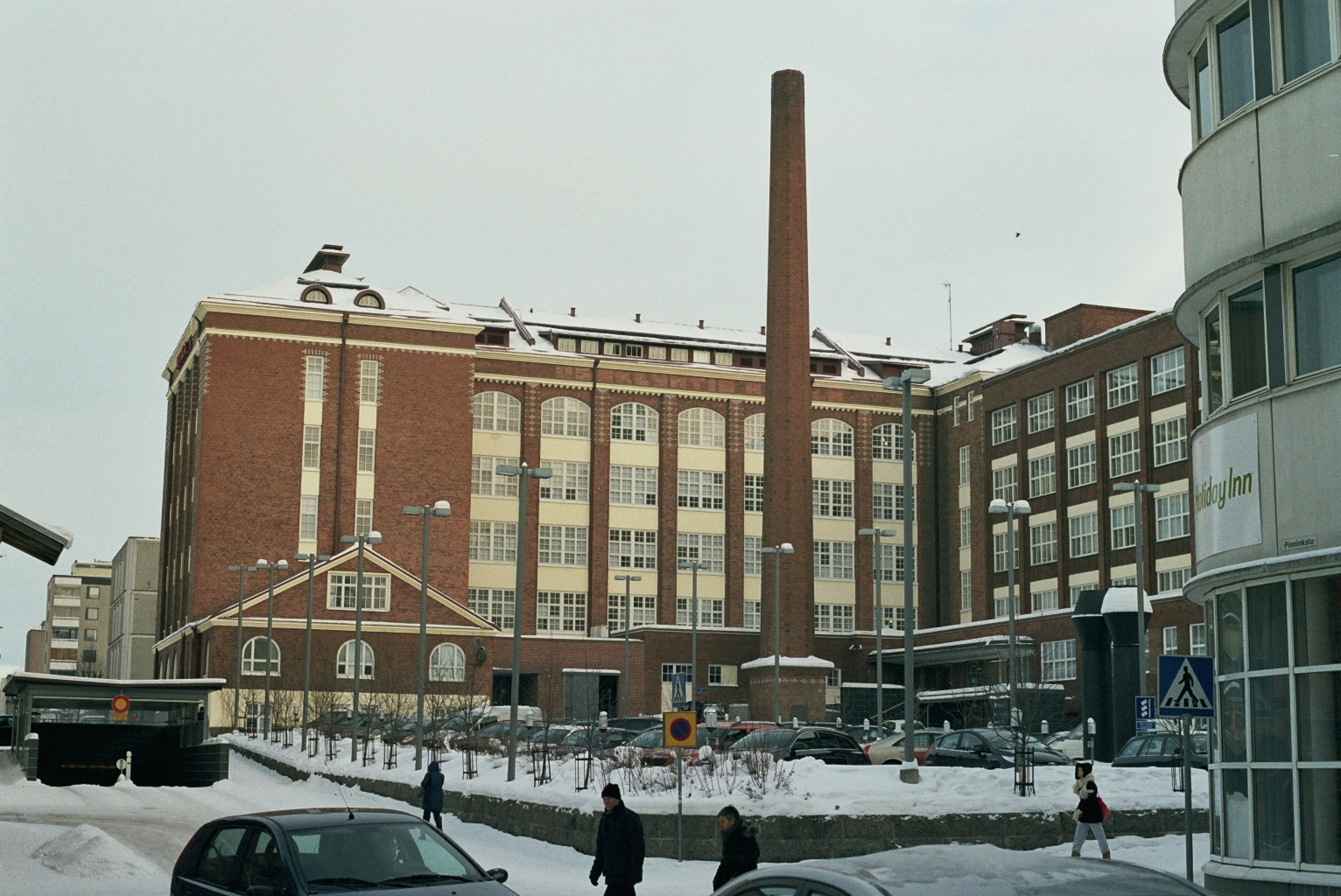
La bibliothèque universitaire.
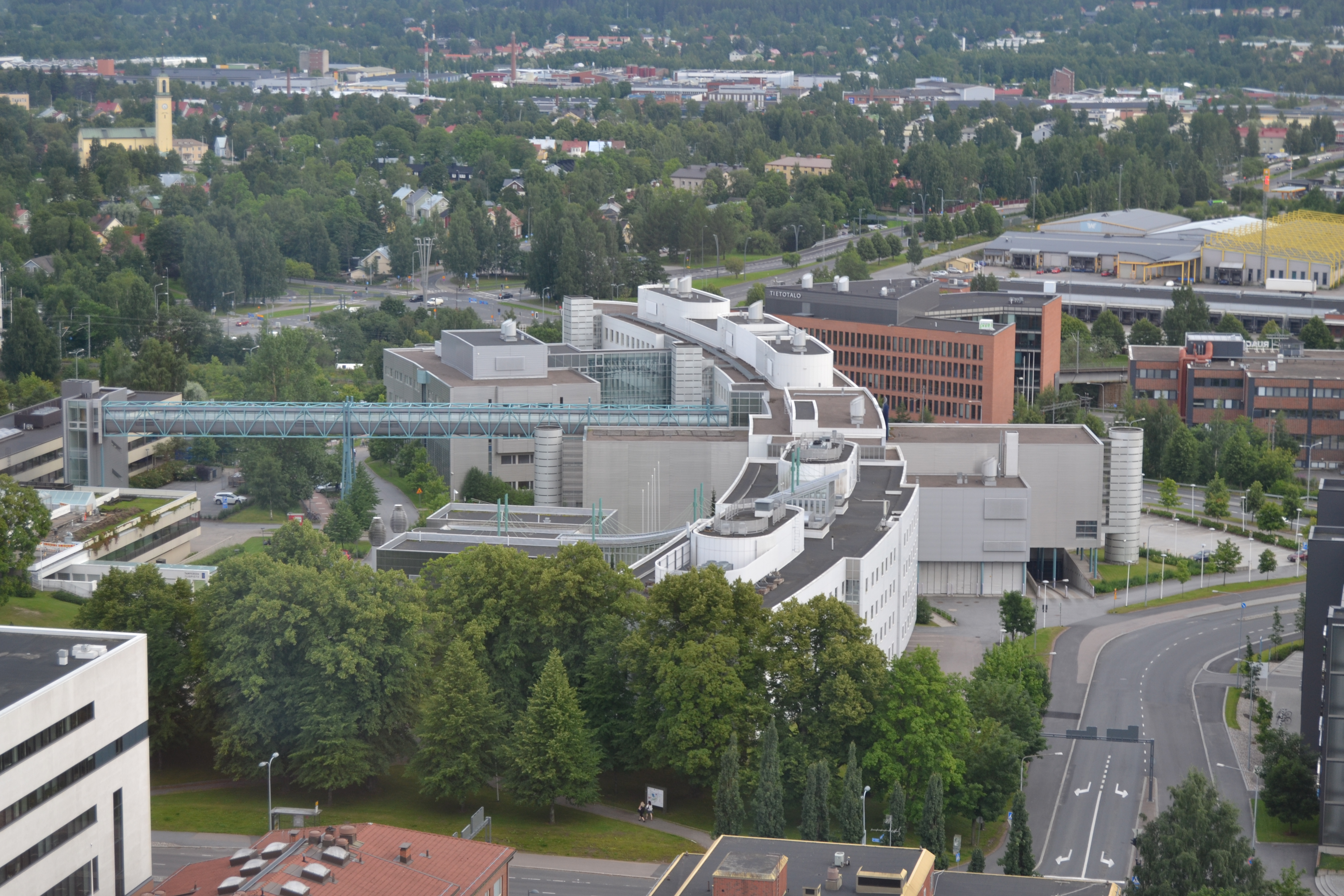
Bâtiments Pinni A and Pinni B.
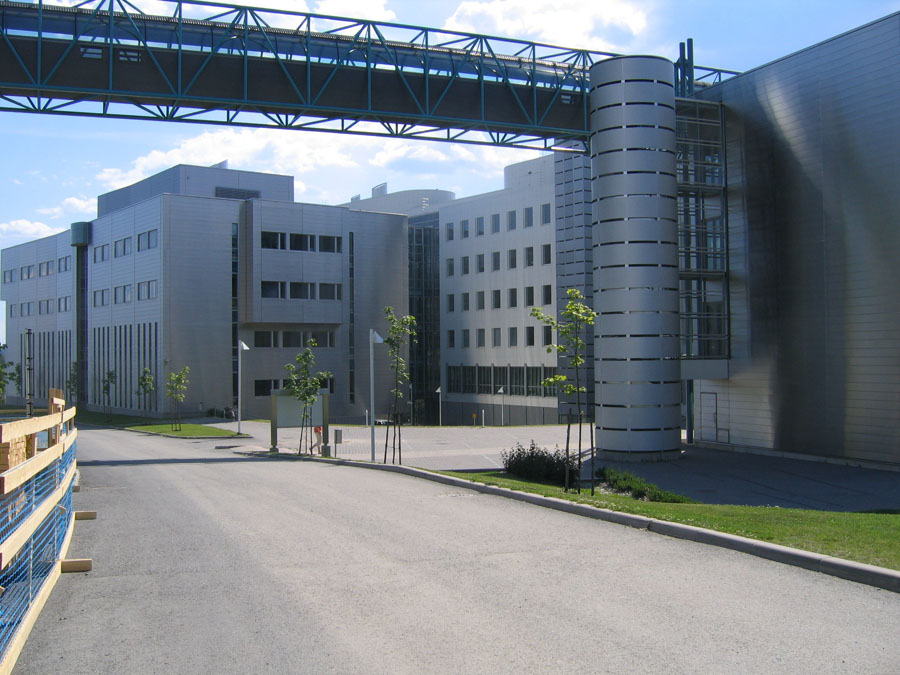
Le bâtiment Pinni B.
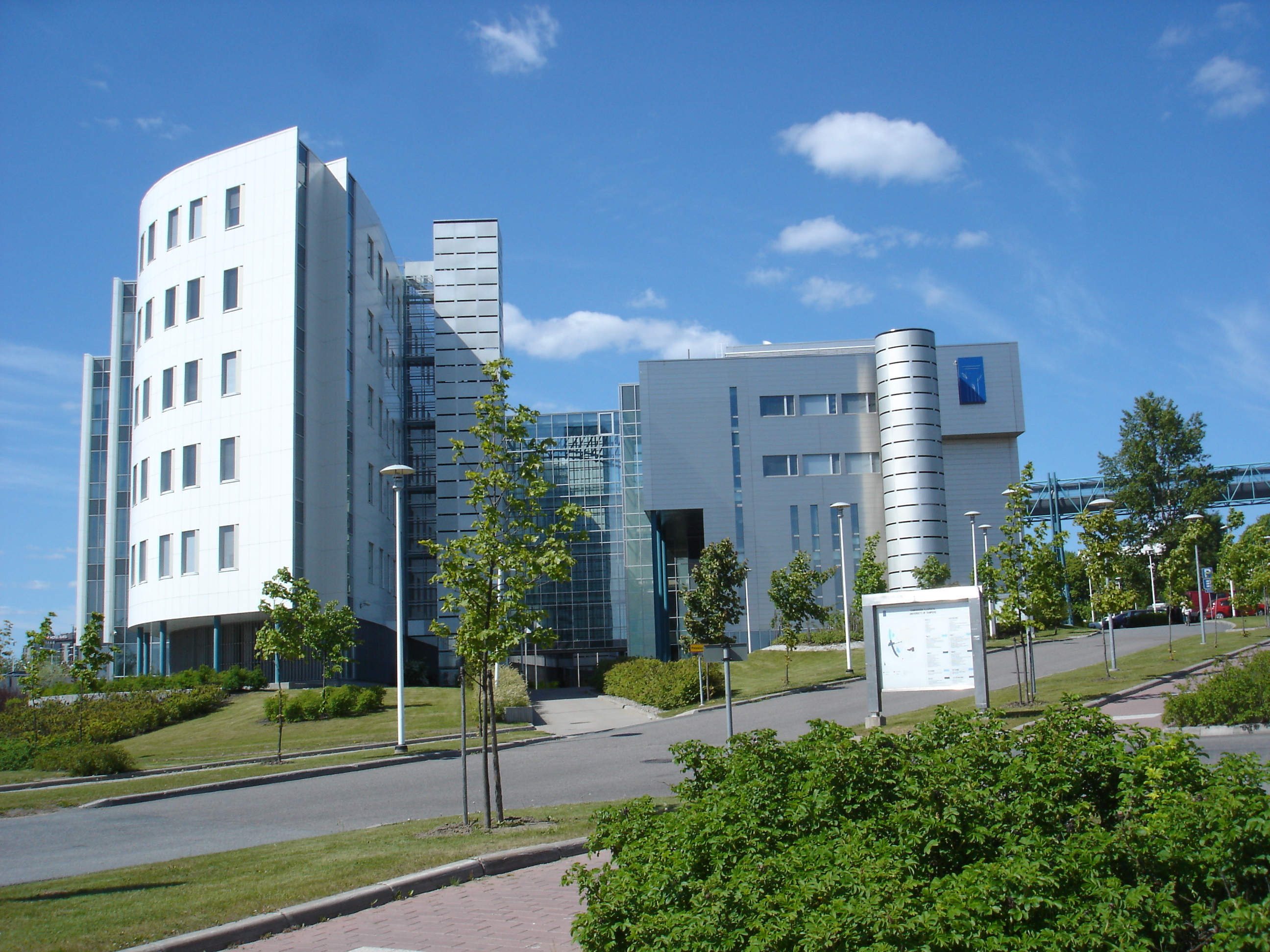
Le bâtiment Pinni B.
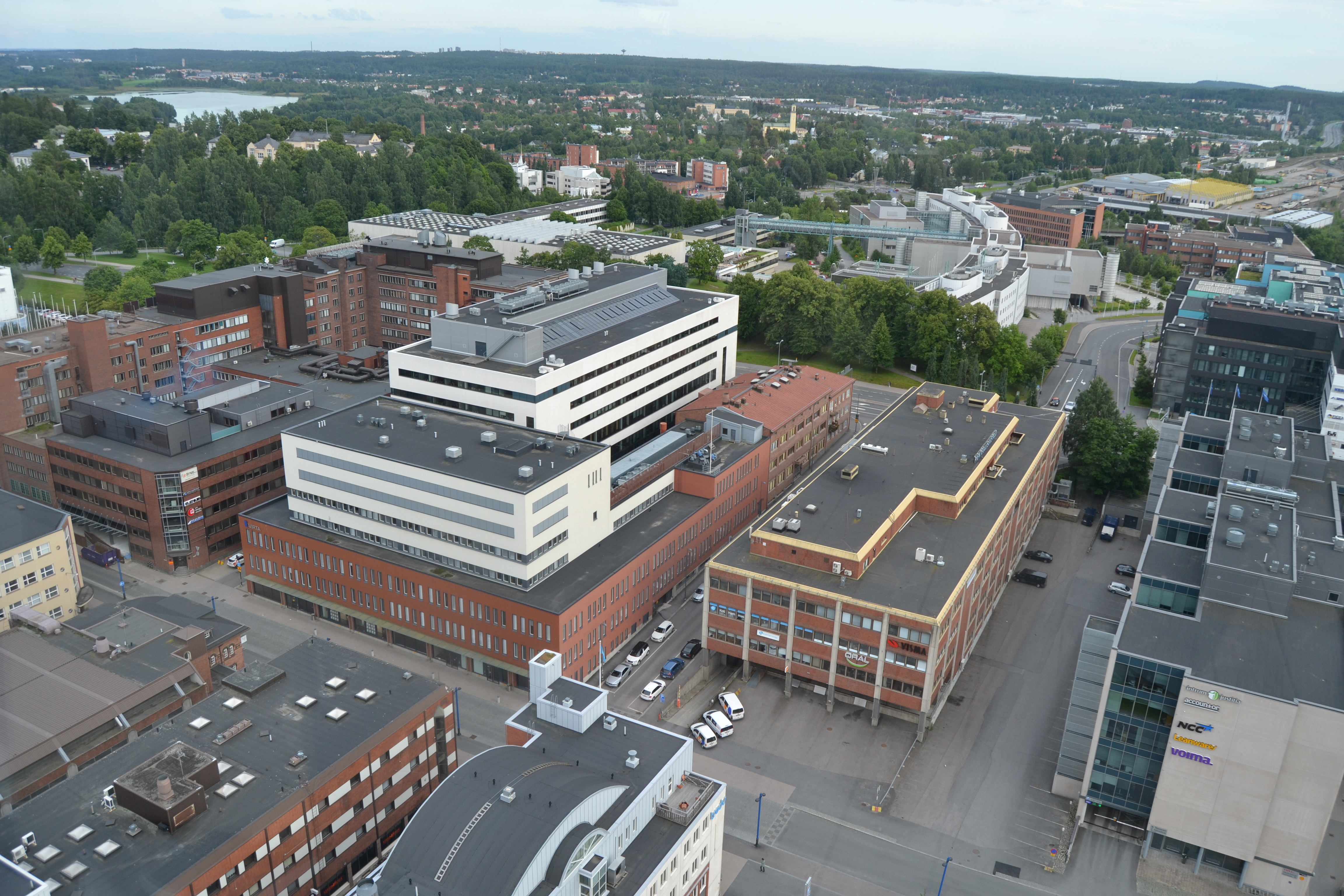
Bâtiments Linna et Virta.

### Sources
- (en) Cet article est partiellement ou en totalité issu de l’article de Wikipédia en anglais intitulé « University of Tampere » (voir la liste des auteurs).

1. ↑  (fi) « Tieteenalayksiköt », Université de Tampere, 17 juillet 2014